# Strada statale 75 Centrale Umbra
La strada statale 75 Centrale Umbra (SS 75) è una strada statale italiana il cui percorso si snoda completamente in provincia di Perugia, precisamente nella Valle Umbra ove funge sia da raccordo tra la SGC Orte-Ravenna (strada statale 3 bis Tiberina / E45) e la SS 3, sia come una sorta di tangenziale dei vari centri urbani che si trovano lungo la valle (Bastia Umbra, Assisi, Santa Maria degli Angeli di Assisi, Spello, Foligno). Ha origine staccandosi mediante uno svincolo dalla strada statale 3 bis Tiberina a Collestrada, in comune di Perugia, e prosegue per circa 25 km sino al nodo di Foligno ove si innesta nella  strada statale 3 Via Flaminia.
Si presenta come una superstrada, a due carreggiate e due corsie per senso di marcia con spartitraffico centrale; è priva di incroci a raso per tutta la sua estensione; è classificata come strada extraurbana principale e pertanto la velocità massima è di 110 chilometri orari.
È una delle poche strade italiane con le uscite numerate.

## Storia
La strada statale 75 "Centrale Umbra" venne istituita nel 1928 con il seguente percorso: "Innesto con la n. 71 - Terontola - Perugia - Foligno".
Nel 1938 il suo percorso venne ridotto alla tratta dall'innesto con la nuova SS 3 bis presso Ponte San Giovanni a Foligno; la tratta da Palazzone a Ponte San Giovanni passò a far parte della stessa SS 3 bis, mentre il tratto dall'innesto con la SS 71 a Palazzone andò a costituire la nuova SS 75 bis "del Trasimeno".

## Svincoli
| SS 75 CENTRALE UMBRA |      |                                                              |      |      |           |
| n°                   | Tipo | Uscita                                                       | ↓km↓ | ↑km↑ | Provincia |
|                      |      | Strada statale 3 bis Tiberina Orte - Ravenna                 |      |      | PG        |
|                      |      | Bastia Umbra Ospedalicchio nord ex di Assisi:                |      |      | PG        |
|                      |      | Ospedalicchio sud zona industriale                           |      |      | PG        |
|                      |      | Bastia Umbra nord Torgiano (solo ingresso in direzione nord) |      |      | PG        |
|                      |      | Bastia Umbra Umbriafiere                                     |      |      | PG        |
|                      |      | Assisi Santa Maria degli Angeli nord                         |      |      | PG        |
|                      |      | Assisi Santa Maria degli Angeli sud                          |      |      | PG        |
|                      |      | Assisi Rivotorto                                             |      |      | PG        |
|                      |      | Assisi Viole (solo in direzione nord)                        |      |      | PG        |
|                      |      | Spello nord Cannara                                          |      |      | PG        |
|                      |      | Spello                                                       |      |      | PG        |
|                      |      | Foligno nord Bevagna dei Monti Martani - Massa Martana       |      |      | PG        |
|                      |      | Strada statale 3 Via Flaminia Spoleto Fano                   |      |      | PG        |